# باول رودريغيز
باول رودريغيز (بالإنجليزية: Paul Rodriguez)‏ هو متزلج لوحي أمريكي، ولد في 31 ديسمبر 1984 في Chatsworth, Los Angeles ‏ في الولايات المتحدة.

## وصلات خارجية
- الموقع الرسمي
- باول رودريغيز على موقع IMDb (الإنجليزية)
- باول رودريغيز على موقع ميوزك برينز (الإنجليزية)
- باول رودريغيز على موقع قاعدة بيانات الفيلم (الإنجليزية)